# Idrissa Gueye (calciatore 2006)
Idrissa Gueye (M'bour, 16 settembre 2006) è un calciatore senegalese, attaccante del Metz.

## Carriera

### Club
Gueye ha iniziato la sua carriera calcistica nel Génération Foot.

### Nazionale
Ha debuttato con la nazionale maggiore il 9 settembre 2023 nell'incontro di qualificazione per la Coppa delle nazioni africane 2023 pareggiato 1-1 contro il Ruanda. Nel mese di novembre è stato convocato dal Senegal Under-17 per disputare il campionato mondiale di calcio Under-17 2023, dove ha segnato una tripletta contro la Polonia.

## Statistiche

### Cronologia presenze e reti in nazionale
| Cronologia completa delle presenze e delle reti in nazionale ― Senegal | Cronologia completa delle presenze e delle reti in nazionale ― Senegal | Cronologia completa delle presenze e delle reti in nazionale ― Senegal | Cronologia completa delle presenze e delle reti in nazionale ― Senegal | Cronologia completa delle presenze e delle reti in nazionale ― Senegal | Cronologia completa delle presenze e delle reti in nazionale ― Senegal | Cronologia completa delle presenze e delle reti in nazionale ― Senegal | Cronologia completa delle presenze e delle reti in nazionale ― Senegal |
| Data                                                                   | Città                                                                  | In casa                                                                | Risultato                                                              | Ospiti                                                                 | Competizione                                                           | Reti                                                                   | Note                                                                   |
| ---------------------------------------------------------------------- | ---------------------------------------------------------------------- | ---------------------------------------------------------------------- | ---------------------------------------------------------------------- | ---------------------------------------------------------------------- | ---------------------------------------------------------------------- | ---------------------------------------------------------------------- | ---------------------------------------------------------------------- |
| 9-9-2023                                                               | Butare                                                                 | Ruanda                                                                 | 1 – 1                                                                  | Senegal                                                                | Qual. Coppa d'Africa 2023                                              | -                                                                      | 86’                                                                    |
| Totale                                                                 |                                                                        | Presenze                                                               | 1                                                                      |                                                                        | Reti                                                                   | 0                                                                      |                                                                        |